# Isonicotinsäure
Die Isonicotinsäure (Pyridin-4-carbonsäure) ist eine organische Verbindung, die zu den Heterocyclen (genauer: Heteroaromaten) zählt. Sie bestehen aus einem Pyridinring, der mit einer Carboxygruppe (‑COOH) in para-Position zum Stickstoffatom substituiert ist. Sie gehört mit den anderen beiden Isomeren Picolinsäure und Nicotinsäure zur Stoffgruppe der Pyridincarbonsäuren mit der Summenformel C6H5NO2.